# Else Jarlbak
Else Jarlbak, född 8 augusti 1911 i Köpenhamn, död 16 februari 1963, var en dansk operettsångare och skådespelare.

## Filmografi (urval)
- 1952 – För min heta ungdoms skull
- 1953 – Far till fyra